# 6월 2일
6월 2일은 그레고리력으로 153번째(윤년일 경우 154번째) 날에 해당한다.

## 사건
- 455년 - 반달족의 로마 침공으로 교황 레오 1세와 게이세리쿠스가 회담하다.
- 1456년 - 조선 세조 2년, 성삼문 등 사육신이 단종 복위를 도모하다 발각되다.
- 1781년 - 조선 정조 5년, 관서와 관북에 큰 홍수가 나고, 전라도와 충청도에 가뭄이 들다.
- 1792년 - 조선 정조 16년, 전라도와 경상도에 홍수가 발생하여 구휼하게 하다.
- 1871년 - 신미양요: 조선 조정에서 피해를 입은 초지진·광성진의 민가에 내탕금 1천 냥을 나누어 지급하다.
- 1886년 - 미국의 대통령 그로버 클리블랜드가 백악관에서 결혼식을 올리다.
- 1923년 - 국민대표대회가 결렬된 뒤 임시정부를 부정하는 김규식·이청천,신숙 등 창조파(創造派)가 모여 조선공화국 정부를 수립하다.
- 1946년
  - 이탈리아 왕국이 국민투표를 거쳐 군주제에서 공화제로 체제를 바꾸다.
  - 한국의 군정기: 콜레라가 부산에서부터 38선 이남 전역으로 만연하다.
- 1953년 - 영국의 여왕 엘리자베스 2세의 대관식이 처음으로 TV에 중계되다.
- 1992년 - 덴마크가 국민투표를 거친 끝에 마스트리흐트 조약 비준을 부결하다.
- 1993년
  - 대한민국 해군 최초로 보유하게 된 잠수함 장보고함이 진해 해군기지에서 취역하다.
  - 북핵 문제: 제1단계 북미 고위급 회담을 미국 뉴욕에서 개최하다.
- 1994년 - 1994년 스코틀랜드 헬리콥터 참사: 영국 공군 소속의 CH-47 치누크가 스코틀랜드에서 추락하여 29명의 탑승자 전원이 사망하다.
- 2024년 - 싱글벙글쇼가 51년 만에 종영되었다.

## 문화
- 1797년 - 조선 정조 21년, 향음주례(鄕飮酒禮)하는 의식을 엮은 《향례합편(鄕禮合編)》이 완성되다.
- 1897년 - 미국의 소설가 마크 트웨인이 《뉴욕 저널》 지에 ‘내 죽음에 관한 기사는 크게 과장된 것’이라고 기고하다.
- 1948년 - 한국의 군정기: 조선어학회에서 《우리말 도로찾기》를 발행하다.
- 1996년 - 대한민국 광주가톨릭평화방송 FM 라디오 개국.
- 1999년 - 대한민국, 현재의 네이버 주식회사의 전신인 주식회사 네이버컴이 설립되었다.
- 2017년 - SBS 일일 드라마가 26년 만에 종영되었다.
- 2022년 - 대한민국의 가수 조유리의 미니 음반 Op.22 Y-Waltz : in Major 발매.

## 탄생
- 1305년 - 이란의 일칸 아부 사이드. (~1335년)
- 1835년
  - 제257대 로마의 교황 교황 비오 10세. (~1914년)
  - 러시아의 작곡가, 지휘자, 피아니스트 니콜라이 루빈시테인. (~1881년)
- 1857년 - 영국의 작곡가 에드워드 엘가. (~1934년)
- 1892년 - 일제강점기의 법조인 유영. (~1950년)
- 1901년 - 일제강점기의 사회주의 운동가 주세죽. (~1953년)
- 1904년 - 미국의 수영 선수, 배우 조니 와이즈뮬러. (~1984년)
- 1915년 - 미국의 과학 소설 작가 레스터 델 레이. (~1993년)
- 1923년 - 미국의 수학자, 경제학자 로이드 섀플리. (~2016년)
- 1934년 - 대한민국의 화가 전성우. (~2008년)
- 1935년 - 대한민국의 법조인, 정치인 이회창.
- 1936년 - 소련의 육상 선수 볼로디미르 홀루브니치. (~2021년)
- 1937년 - 일본의 기업인 이데이 노부유키. (~2022년)
- 1938년 - 대한민국의 정치인 노태극. (~2025년)
- 1939년 - 대한민국의 축구 선수 박경화. (~2023년)
- 1940년 - 그리스 왕국의 마지막 국왕 콘스탄티노스 2세. (~2023년)
- 1941년 - 잉글랜드의 드럼 연주자, 롤링 스톤스의 멤버 찰리 와츠. (~2021년)
- 1942년 - 1.21 사태의 주범, 조선민주주의인민공화국의 군인 출신 대한민국의 목사 김신조. (~2025년)
- 1946년
  - 대한민국의 가수 송대관. (~2025년)
  - 스웨덴의 영화감독 라세 할스트룀.
  - 일본의 성우 니시무라 토모미치.
  - 영국의 연쇄 살인범 피터 서트클리프. (~2020년)
- 1947년 - 대한민국의 정치인 박종규.
- 1950년
  - 대한민국의 국회의원 이완구. (~2021년)
  - 대한민국의 국악인, 무용가 임이조. (~2013년)
- 1954년
  - 대한민국의 영화 배우 강희.
  - 미국의 컴퓨터과학자 E. 앨런 에머슨. (~2024년)
- 1958년 - 미국의 프로레슬링 선수 렉스 루거.
- 1961년 - 대한민국의 정치인 박정열. (~2024년)
- 1962년
  - 대한민국의 아나운서 김동우.
  - 대한민국의 전 야구 선수, 야구코치 최정우.
- 1963년 - 대한민국의 성우 경진호 (~1991년)
- 1967년 - 일본의 만화가 하시구치 다카시.
- 1968년 - 이란의 배우 나비드 네가반.
- 1969년 - 대한민국의 법조 출신 정치인 장동혁.
- 1970년 - 홍콩의 배우, 가수 모원웨이.
- 1971년
  - 대한민국의 가수, 밴드 김세헌. (이브)
  - 미국의 배우 앤서니 몽고메리.
- 1972년
  - 대한민국의 방송인 김한석.
  - 미국의 배우 웬트워스 밀러.
- 1973년
  - 미국의 영화 제작자, 마블 스튜디오 회장 케빈 파이기.
  - 대한민국의 리포터, 희극인 김생민.
- 1976년 - 브라질의 종합격투기 선수 안토니우 호드리구 노게이라.
- 1977년
  - 대한민국의 작곡가 로빈.
  - 미국의 프로레슬링 선수 A.J. 스타일스.
  - 미국의 배우 재커리 퀸토.
- 1978년
  - 대한민국의 우주인 이소연.
  - 대한민국의 정치인 강선우.
  - 영국의 배우 도미닉 쿠퍼.
  - 미국의 배우 니키 콕스.
- 1979년
  - 브라질의 배우 모레나 바카링.
  - 대한민국의 바둑 기사 한종진.
- 1980년 - 미국의 전 축구 선수 애비 웜백.
- 1981년
  - 대한민국의 배우, 전 가수 서지영.
  - 대한민국의 가수 전상환.
- 1982년
  - 대한민국의 배우 나승호.
  - 대한민국의 배우 오창석.
- 1984년
  - 대한민국의 럭비 선수 박완용.
  - 대한민국의 배우 연송하.
- 1985년 - 일본의 성우 사와시로 미유키.
- 1986년
  - 미국의 야구 선수 크리스 마틴.
  - 미국의 싱어송라이터 지지 워드.
- 1987년 - 스웨덴의 가수 다린 잔야르.
- 1988년
  - 아르헨티나의 축구 선수 세르히오 아구에로 (맨체스터 시티).
  - 대한민국의 축구 선수 이승기.
  - 대한민국의 농구 선수 이선화.
  - 일본의 축구 선수 이누이 다카시.
  - 미국의 희극인, 배우 아콰피나.
  - 일본의 성우 사이토 아야카.
  - 브라질의 축구 선수 주앙 파울루 다 시우바 아라우주.
- 1989년
  - 대한민국의 가수 김소정.
  - 대한민국의 야구 선수 최정민.
- 1990년
  - 대한민국의 배구 선수 황민경.
  - 영국의 배우 잭 로던.
- 1991년
  - 대한민국의 배우 진소연.
  - 대한민국의 가수 해나.
- 1992년 - 대한민국의 배우 심은우.
- 1993년 - 대한민국의 야구 선수 한겸.
- 1994년 - 대한민국의 가수 준 (에이스).
- 1995년 - 대한민국의 배구 선수 하승우.
- 1996년 - 오스트레일리아의 육상 선수 매슈 데니.
- 1997년
  - 대한민국의 축구 선수 김수현.
  - 대한민국의 가수 김우주.
- 1998년
  - 대한민국의 국악인, 배우 정소리.
  - 일본의 축구 선수 우치다 다쿠야.
  - 대한민국의 가수 캠퍼.
- 1999년
  - 대한민국의 스피드스케이팅 선수 정재웅.
  - 대한민국의 베드민턴 선수 김원호.
- 2000년
  - 대한민국의 배우 우지한.
  - 대한민국의 뮤지컬 배우 최혁준.
  - 미국의 배우 릴리마르 에르난데스.
- 2001년
  - 대한민국의 배우 고찬빈.
  - 대한민국의 축구 선수 김민재.
- 2002년 - 대한민국의 리그 오브 레전드 프로게이머 태윤.
- 2003년
  - 대한민국의 배우 왕석현.
  - 대한민국의 래퍼, 가수 빅 나티.
  - 중국의 가수, 배우 니엔.
  - 미국의 배우 제러미 레이 테일러.
- 2004년 - 대한민국의 야구 선수 이진하.
- 2005년 - 벨기에의 태권도 선수 사라 샤리.
- 2006년 - 대한민국의 배우 문성현.

### 미상
- 대한민국의 온라인콘텐츠창작자 브로디.

## 사망
- 657년 - 제75대 로마의 교황 교황 에우제니오 1세. (?~)
- 1941년 - 미국의 야구 선수 루 게릭. (1903년~)
- 1978년 - 일본의 축구인 쓰기타니 쇼조. (1940년~)
- 1997년 - 미국의 경제학자 마틴 브론펜브레너. (1914년~)
- 2007년 - 중화인민공화국의 정치인 황쥐. (1938년~)
- 2008년 - 일본의 축구인 나가누마 겐. (1930년~)
- 2016년 - 대한민국의 배우 정진. (1941년~)
- 2017년 - 잉글랜드의 배우 피터 샐리스. (1921년~)
- 2018년 - 미국의 생화학자 폴 D. 보이어. (1918년~)
- 2019년 - 미국의 정치인 도널드 M. 프레이저. (1924년~)
- 2020년
  - 대한민국의 프로레슬링 선수 천규덕. (1932년~)
  - 미국의 영화배우, 각본가 메리 팻 글리슨. (1950년~)
- 2021년
  - 대한민국의 정치인 김원길. (1943년~)
  - 일본의 정치인 야마자키 쓰토무. (1947년~)
  - 일본의 야구 선수 나카무라 미노루. (1938년~)
- 2022년
  - 대한민국의 드라마 작가 나연숙. (1944년~)
  - 일본의 기업인 이데이 노부유키. (1937년~)
- 2023년 - 핀란드의 작곡가 카이야 사리아호. (1952년~)
- 2024년
  - 이스라엘의 정치인 다비드 레비. (1937년~)
  - 미국의 영화배우, 가수 재니스 페이지. (1922년~)
- 2025년
  - 중화인민공화국의 군인 쉬치량. (1950년~)
  - 프랑스의 역사가 피에르 노라. (1931년~)

## 기념일
- 데코레이션 데이: 캐나다
- 공화국의 날(Festa della Repubblica): 이탈리아
- 민간항공의 날: 아제르바이잔

## 같이 보기
- 전날: 6월 1일 다음날: 6월 3일 - 전달: 5월 2일 다음달: 7월 2일
- 음력: 6월 2일
- 모두 보기